# Умисне вбивство
Умисне вбивство — злочин, який є кримінально караним у всьому світі та полягає в умисному (протиправному) заподіянні смерті іншій людині. У цій статті розглядається умисне вбивство без обставин, які обтяжують покарання.

## Склад злочину
- Об'єктом злочину є життя особи: фізіологічно це проміжок часу від початку пологів до фізичної смерті. Самогубство (а так само замах на самогубство) не карається законом, але евтаназія та асистоване самогубство заборонені.
- Об'єктивна сторона злочину характеризується діянням, тобто посяганням на життя особи, наслідками — настання фізіологічної смерті, а також причинно-наслідковий зв'язок між діяннями і наслідками. Діяння можуть виражатися як діями, так і бездіяльністю.
- Суб'єктивна сторона злочину характеризується умислом, як прямим, так і непрямим: особа усвідомлює, що її дії (чи бездіяльність) призведуть до смерті потерпілого, бажає чи свідомо припускає її настання або ставиться байдуже до неї. При цьому елементи суб'єктивної сторони можуть відігравати важливу роль у розмежуванні цього злочину від інших злочинів, наприклад, кваліфікованого вбивства (наприклад, розмежування вчинення умисного вбивства через ревнощі і з хуліганських мотивів), заподіяння смерті через необережність, тяжкого тілесного ушкодження, що призвело до смерті (в цьому злочині ставлення винного до наслідків характеризується необережністю). Крім того, замах на вбивство може бути вчинено лише з прямим умислом.
- Суб'єктом злочину є осудна 14-річна особа.

## Відповідальність за злочин у деяких країнах світу
- В Україні відповідальність настає за ст. 115 Кримінального кодексу і полягає в позбавленні волі на строк від семи до п'ятнадцяти років. У разі наявності кваліфікаційних ознак кримінальна відповідальність настає за ч. 2 ст. 115 або за іншою статтею.
- У Польщі (ч.1 ст. 148) покаранням за умисне вбивство є позбавлення волі на строк від восьми до тридцяти років або довічне позбавлення волі.
- У Канаді як умисне вбивство при обставинах, які обтяжують покарання, (англ. first degree murder), так і будь-яке інше умисне вбивство (англ. second degree murder) карається довічним позбавленням волі (стаття 235 КК Канади).
- Кримінальний кодекс Данії передбачає відповідальність за умисне вбивство за § 237 у виді позбавлення волі на строк від п'яти років аж до довічного позбавлення волі.
- Кримінальний кодекс Швеції встановлює відповідальність за умисне вбивство (частина друга, глава третя, стаття перша) у виді позбавлення волі на строк від десяти до вісімнадцяти років або довічного позбавлення волі; якщо є певні обставини, які пом'якшують покарання, терміни дещо нижчі: від шести до десяти років позбавлення волі (стаття друга).
- В Албанії за статтею 76 або 78 (залежно від обставин) Кримінального кодексу передбачається покарання у виді позбавлення волі терміном від десяти (або від п'ятнадцяти) до двадцяти років.
- У Болгарії умисне вбивство карається за статтею № 115 КК позбавленням волі на строк від десяти до двадцяти років.
- Кримінальний кодекс Японії передбачає у статті 199 відповідальність за умисне вбивство у виді позбавлення волі на строк не менше п'яти років, довічного позбавлення волі або смертної кари.
- За статтею № 47 Кримінального кодексу Зімбабве винний в умисному вбивстві карається смертною карою; у разі, коли суб'єктом злочину є особа віком до вісімнадцяти років, а також, якщо судом будуть встановлені обставини, які пом'якшують покарання, смертна кара заміняється довічним позбавленням волі або позбавленням волі на певний строк; смертна кара, довічне позбавлення волі або позбавлення волі на певний строк у випадку замаху та для співучасників.
- Стаття 113 Кримінального (Пенітенціарного) кодексу Естонії передбачає покарання за умисне вбивство у виді позбавлення волі на строк від шести до п'ятнадцяти років.
- За умисне вбивство в Чехії винна особа отримує покарання у виді 10-18 років (12-20 років у випадку «навмисного, заздалегідь обдуманого» — чеськ. s rozmyslem nebo po předchozím uvážení) позбавлення волі за 140 статтею КК.
- У Росії відповідальність настає за ч.1 ст. 105 Кримінального кодексу і полягає в позбавленні волі на строк від шести до п'ятнадцяти років з можливим обмеженням волі до двох років.
- В Азербайджані відповідальність настає за ч.1 ст. 120 КК і полягає в позбавленні волі на строк від дев'яти до чотирнадцяти років.
- У Білорусі відповідальність у виді 6-15 років позбавлення волі за вбивство передбачена за ч.1 ст.139.
- В Узбекистані — відповідальність за ч.1 ст. 97 КК — позбавлення волі на строк від десяти до п'ятнадцяти років.
- За Кримінальним кодексом В'єтнаму (ч.2 ст. 123) за «просте» вбивство (тобто без обставин, які обтяжують покарання) передбачається покарання у виді 7-15 років позбавлення волі.
- Кримінальний кодекс Фінляндії (глава 21, стаття 1) передбачає покарання за умисне вбивство у виді позбавлення волі на строк не менше восьми років.
- За статтею № 145 КК Молдови («просте» вбивство — ч.1) винна особа отримає покарання у виді позбавлення волі терміном від десяти до п'ятнадцяти років.
- В Німеччині кримінальна відповідальність за умисні вбивства передбачена § 211—213. За § 212 покаранням є позбавлення волі на строк не менше п'яти років, а в особливо серйозних випадках — довічне позбавлення волі; за § 213 (за наявності пом'якшуючих покарання обставин) строки позбавлення волі коливаються від одного до десяти років.
- У Швейцарії за умисне вбивство (ст. 111 КК) відповідальність становить позбавлення волі на строк не менше п'яти років, а за наявності пом'якшуючих обставин (ст. 113 — перебування у стані сильного душевного хвилювання або стресу) — від одного до десяти років.
- У Франції вбивство визначене у статті 221-1. Покарання становить тридцять років позбавлення волі.